# Shoda modelu s pozorováními
Shoda modelu s pozorováními čili vhodnost modelu, anglicky goodness of fit, je míra toho, jak dobře statistický model vyhovuje pozorovaným datům. Měří se buď pomocí vhodných statistik, jako je koeficient determinace R2 u lineární regrese, anebo se testuje, například model nezávislosti dvou nominálních znaků lze testovat pomocí chí kvadrátového testu.